# Les Bordes (Loiret)
Les Bordes – miejscowość i gmina we Francji, w Regionie Centralnym, w departamencie Loiret.
Według danych na rok 1990 gminę zamieszkiwało 1389 osób, a gęstość zaludnienia wynosiła 58 osób/km² (wśród 1842 gmin Regionu Centralnego Les Bordes plasuje się na 286. miejscu pod względem liczby ludności, natomiast pod względem powierzchni na miejscu 527.).